# À travers la Flandre-Occidentale-Johan Museeuw Classique 2018
La 2e édition d'À travers la Flandre-Occidentale-Johan Museeuw Classique a eu lieu le 4 mars 2018. Elle fait partie du calendrier UCI Europe Tour 2018 en catégorie 1.1 et constitue la deuxième manche de la Coupe de Belgique de cyclisme sur route 2018. La course est remportée par le Français Rémi Cavagna (Quick-Step Floors) avec un temps de 4 h 28 min 29 s. Il est suivi à trois secondes par son coéquipier et compatriote Florian Sénéchal et à dix secondes par le Belge Frederik Frison (Lotto-Soudal). 

## Équipes
Classé en catégorie 1.1 de l'UCI Europe Tour, À travers la Flandre-Occidentale-Johan Museeuw Classique est par conséquent ouvert aux WorldTeams dans la limite de 50 % des équipes participantes, aux équipes continentales professionnelles, aux équipes continentales et aux équipes nationales.
Vingt-deux équipes participent à cet À travers la Flandre-Occidentale-Johan Museeuw Classique : deux WorldTeams, douze équipes continentales professionnelles et huit équipes continentales.
| WorldTeams (2)- Lotto Soudal - Quick-Step Floors Équipes continentales professionnelles (12)- CCC Sprandi Polkowice - Cofidis, Solutions Crédits - Direct Énergie - Fortuneo-Samsic - Gazprom-RusVelo - Roompot-Nederlandse Loterij - Sport Vlaanderen-Baloise - UnitedHealthcare - Vital Concept - Vérandas Willems-Crelan - WB-Aqua Protect-Veranclassic - Wanty-Groupe Gobert Équipes continentales (8)- BEAT Cycling Club - Cibel-Cebon - Delta Cycling Rotterdam - Differdange-Losch - Team Joker Icopal - Monkey Town Continental - SEG Racing Academy - Tarteletto-Isorex |
| |

## Classements

### Classement final
La course est remportée par le Français Rémi Cavagna (Quick-Step Floors) qui a parcouru les 189,3 kilomètres en 4 h 28 min 29 s, soit à une vitesse moyenne de 42,237 kilomètres par heure. Il est suivi à trois secondes par son coéquipier et compatriote Florian Sénéchal et à dix secondes par le Belge Frederik Frison (Lotto-Soudal). Sur les cent-cinquante coureurs qui prennent le départ, soixante-dix-huit franchissent la ligne d'arrivée.
| \| Classement général \| Classement général \| Classement général \| Classement général \| Classement général \| \| Coureur \| Coureur \| Pays \| Équipe \| Temps \| \| ------------------ \| ------------------------ \| ------------------ \| ---------------------------- \| ------------------ \| \| 1er \| Rémi Cavagna \| France \| Quick-Step Floors \| 4 h 28 min 29 s \| \| 2e \| Florian Sénéchal \| France \| Quick-Step Floors \| + 3 s \| \| 3e \| Frederik Frison \| Belgique \| Lotto-Soudal \| + 10 s \| \| 4e \| Fabio Jakobsen \| Pays-Bas \| Quick-Step Floors \| + 55 s \| \| 5e \| Anthony Turgis \| France \| Cofidis, Solutions Crédits \| + 55 s \| \| 6e \| Guillaume Van Keirsbulck \| Belgique \| Wanty-Groupe Gobert \| + 55 s \| \| 7e \| Jhonatan Narváez \| Équateur \| Quick-Step Floors \| + 55 s \| \| 8e \| Christophe Noppe \| Belgique \| Sport Vlaanderen-Baloise \| + 59 s \| \| 9e \| Michael Goolaerts \| Belgique \| Verandas Willems-Crelan \| + 59 s \| \| 10e \| Jimmy Duquennoy \| Belgique \| WB-Aqua Protect-Veranclassic \| + 59 s \| |                          |          |                              |                 |
| |                          |          |                              |                 |
| Sources : ProCyclingStats Cycling Quotient |                          |          |                              |                 |
| Classement général |                          |          |                              |                 |
| Coureur | Coureur                  | Pays     | Équipe                       | Temps           |
| 1er | Rémi Cavagna             | France   | Quick-Step Floors            | 4 h 28 min 29 s |
| 2e | Florian Sénéchal         | France   | Quick-Step Floors            | + 3 s           |
| 3e | Frederik Frison          | Belgique | Lotto-Soudal                 | + 10 s          |
| 4e | Fabio Jakobsen           | Pays-Bas | Quick-Step Floors            | + 55 s          |
| 5e | Anthony Turgis           | France   | Cofidis, Solutions Crédits   | + 55 s          |
| 6e | Guillaume Van Keirsbulck | Belgique | Wanty-Groupe Gobert          | + 55 s          |
| 7e | Jhonatan Narváez         | Équateur | Quick-Step Floors            | + 55 s          |
| 8e | Christophe Noppe         | Belgique | Sport Vlaanderen-Baloise     | + 59 s          |
| 9e | Michael Goolaerts        | Belgique | Verandas Willems-Crelan      | + 59 s          |
| 10e | Jimmy Duquennoy          | Belgique | WB-Aqua Protect-Veranclassic | + 59 s          |

### Classements UCI
La course attribue aux coureurs le même nombre des points pour l'UCI Europe Tour 2018 et le Classement mondial UCI.
| Position           | 1er | 2e | 3e | 4e | 5e | 6e | 7e | 8e | 9e | 10e | 11e | 12e | 13e à 15e | 16e à 25e |
| Classement général | 125 | 85 | 70 | 60 | 50 | 40 | 35 | 30 | 25 | 20  | 15  | 10  | 5         | 3         |